# Особняк А. Л. Франка

Особняк Адо́льфа Лю́двиговича Фра́нка — исторический особняк в Санкт-Петербурге по адресу 21-я линия Васильевского острова, 8а. Был построен для владельца стекольных заводов Адольфа Франка в 1898—1900 годах по проекту архитектора Василия Шауба. Здание является одним из первых образцов модерна в архитектуре города. С 1995 года в особняке расположен медицинский институт СПбГУ.

## История

### Участок и первые владельцы
Первые сведения об участке будущего особняка Адольфа Людвиговича Франка относятся к 1770 году. Тогда земля принадлежала вице-президенту Камер-коллегии М. В. Бакунину, на ней располагались пруд и фруктовый сад. На соседнем участке в середине XVIII века стоял деревянный дом П. А. Федотова. Позднее его хозяином стал художник Дмитрий Яковлевич Чарушин, а в 1880—1890 гг. — архитектор Александр Бруни. Участок Бакунина в дальнейшем сменил много владельцев, одним из которых был князь Николай Юсупов.

### Строительство и описание
В 1888 году на 22-й линии Васильевского острова был построен завод «Северного стекольно-промышленного общества» братьев Адольфа и Макса Франков. Они были крупнейшими в России производителями стекла, витражей и зеркал: их продукцию использовали по всей стране, например, именно они изготовили витражи Елисеевского на Невском проспекте. Чтобы жить поближе к производству и контролировать его, на бывшем участке Бакунина Адольф Франк построил собственный дом, проект которого заказал у архитектора Василия Шауба. В оформлении особняка отразился только что произошедший переход петербургской архитектуры от историзма к модерну.
Шауб решил фасад в том же стиле, что и дом Кавоса — сместив акцент с центральной части на боковые ризалиты, увенчанные треугольными щипцами. Также он использовал приём контрапоста, выдвинув нижнюю часть у левого ризалита и на контрасте утяжелив эркером верхнюю часть правого. Центральный фасад был декорирован лепниной, а портал над главным входом украшала необычная маска. Боковой фасад не получил такого же выразительного оформления, но в разнообразии форм и размеров его окон ярко проявился модерн.
Интерьеры были оформлены в стиле раннего модерна и декорированы согласно его характерным чертам: плавности линий, подражающих лианам и цветочным стеблям, красочности и подчёркнутой декоративности. По сохранившимся дореволюционным фотографиям можно составить достаточно полное впечатление об интерьерах особняка. Потолки были украшены живописными орнаментами и лепниной, установлены резные стенные панели и мебель из ценного дерева, камины обложены глазурованной керамикой. Главным элементом декора стали витражи, произведённые на собственном заводе Франка. Они находились во всех помещениях особняка, включая ванную комнату. Самым выразительным считался витраж (возможно, авторская копия) австрийского художника Й. Голлера «Женщины, собирающие фрукты» с пятью женскими фигурами, располагавшийся в окне столовой.

### XX век
Вскоре после революции Франки эмигрировали из России. Опустевший особняк национализировали и в 1921 году передали институту обработки полезных ископаемых «Механобр». В 1942 году в здание попала бомба, был сильно повреждён северный фасад. После войны здание отреставрировали, но не восстановили лепной декор.
В начале 1990-х годов в особняке были открыты офисы коммерческих компаний и работало консульство Норвегии. В середине 1990-х годов здание передали СПбГУ. Университет открыл в особняке медицинский факультет, первые занятия прошли 1 сентября 1995 года. К тому моменту была полностью утрачена отделка, исчезли витражи.

### Современность
В 2002 году здание было включено в список объектов культурного наследия федерального значения. В 2019 году были отреставрированы фасады и кровля здания.